# Dirty Harry kommt zurück
Dirty Harry kommt zurück (Originaltitel: Sudden Impact) ist ein US-amerikanischer Kriminalfilm aus dem Jahr 1983. Clint Eastwood, Regisseur, Produzent und Hauptdarsteller des Films, spielte zum vierten Mal die Rolle des Polizisten Harry Callahan.

## Handlung
Auf Inspektor Harry Callahan werden im Zusammenhang mit seiner Zeugenrolle im Prozess gegen einen Mafiaboss erfolglos Mordanschläge verübt. Um ihn und vor allem die durch seine Selbstverteidigung stark gefährdete Umgebung zu schützen, wird er gegen seinen Willen zeitweise in eine Kleinstadt an der nördlichen Küste versetzt. Dort bekommt er es mit einer Mordserie zu tun. Bei jedem Mord wird dem Opfer zuerst in die Genitalien und dann in den Kopf geschossen.
Callahan stellt im Laufe der Ermittlungen fest, dass Jennifer Spencer, die im Freizeitpark der Stadt als Restauratorin an einem Karussell arbeitet, offenbar mit den Morden in Verbindung steht. Sie wurde vor Jahren in diesem Freizeitpark gemeinsam mit ihrer Schwester Opfer einer Gruppenvergewaltigung durch mehrere Männer und eine Frau aus der Stadt. Da der Sohn des Polizeichefs der Stadt einer der Täter war, blieben die Ermittlungen offenbar auf dessen Betreiben hin erfolglos. Dieser versucht nun auch Callahans Ermittlungen zu behindern und seine eigenen Schuldgefühle vor ihm zu verbergen. Sein Sohn ist, weil er mit seiner Schuld nicht zurechtkam, in einem Selbstmordversuch mit einem Auto gegen eine Wand gefahren und infolgedessen ein Schwerstpflegefall geworden. Er wird daher von Spencer verschont.
Der letzte überlebende Vergewaltiger, Mick, sowie seine Freunde Carl und Eddie haben den Hintergrund der Mordserie mittlerweile erkannt, stellen Spencer eine Falle und entführen sie. Mick, der Anführer, erschießt vorher noch den reuigen Polizeichef in dessen Haus mit dem Revolver von Jennifer. Dadurch will er sie auch für diesen Mord verantwortlich machen.
Sie bringen sie zum früheren Rummelplatz, um sie wieder zu vergewaltigen. Callahan erschießt die Männer. Als weitere Polizeieinheiten eintreffen, gibt er ihnen falsche Hinweise, die Mick als Täter der Mordserie erscheinen lassen, und geht mit Spencer davon.

## Synchronisation
Die deutsche Fassung entstand bei der Elite-Film-Synchron Rudolf Kruschinski GmbH in München. Das Dialogbuch schrieb Hartmut Neugebauer, der auch für die Dialogregie verantwortlich war.
| Darsteller         | Rolle                        | Synchronsprecher  |
| ------------------ | ---------------------------- | ----------------- |
| Clint Eastwood     | Harry Callahan (Dirty Harry) | Klaus Kindler     |
| Sondra Locke       | Jennifer Spencer             | Dagmar Heller     |
| Pat Hingle         | Chief Jannings               | Kurt E. Ludwig    |
| Bradford Dillman   | Captain Briggs               | Reinhard Glemnitz |
| Paul Drake         | Mick                         | Tommi Piper       |
| Jack Thibeau       | Kruger                       | n.n.              |
| Audrie J. Neenan   | Ray Parkins                  | n.n.              |
| Michael Currie     | Lt. Donnelly                 | Hartmut Reck      |
| Albert Popwell     | Horace King                  | Michael Brennicke |
| Mark Keyloun       | Officer Bennett              | Ulf-Jürgen Wagner |
| Kevyn Major Howard | Hawkins                      | Ekkehardt Belle   |
| Bette Ford         | Leah                         | n.n.              |
| Nancy Parsons      | Mrs. Kruger                  | n.n.              |
| Michael V. Gazzo   | Mafioso                      | Donald Arthur     |
| Bill Reddick       | Police Commissioner          | Paul Bürks        |
| Lois de Banzie     | Richterin Livingston         | Viktoria Brams    |
| Carmen Argenziano  | Staatsanwalt D'Ambrosia      | Harald Leipnitz   |

## Kritiken
Roger Ebert schrieb in der Chicago Sun-Times vom 12. Dezember 1983, der Film sei ein Bestandteil der Popkultur. Die Charaktere, deren Motive und die Atmosphäre würden auf ein Minimum reduziert. Der Film sei mit der „Ökonomie eines 30-Sekunden-Werbespots“ geschnitten, um ein maximales Publikum zu erreichen.

„Ein Selbstjustiz-Film nach bekanntem Muster: Ausgespielte Verbrechen, widerwärtige Tätertypen, Gesetzeslücken und laxe Rechtsprechung lassen Selbstjustiz als einzig wirksames und legitimes Mittel erscheinen. Handwerklich eher unter dem Durchschnitt.“

## Hintergrund
Der Film spielte in den US-Kinos ca. 67,6 Millionen US-Dollar ein.
Aus diesem Film stammt eines der berühmtesten Zitate der Reihe: „Go ahead, make my day.“ Es wurde in der deutschen Synchronfassung mangels treffender Übersetzungsmöglichkeit mit „Na los doch, make my day“ nicht komplett ins Deutsche übertragen.
Albert Popwell spielte auch im vierten Dirty-Harry-Film mit. Im ersten Teil hatte er einen Bankräuber, im zweiten Teil einen Zuhälter und im dritten Teil einen zwielichtigen Kriminellen, der Dirty Harry jedoch hilft, gespielt. Im vierten tauchte er als Partner von Dirty Harry auf.

## Aufhebung der Indizierung
Nachdem der Film bereits seit dem 28. Juni 1986 auf dem Index gestanden hatte, strich die Bundesprüfstelle für jugendgefährdende Medien im März 2008 den Film von der Liste. Die FSK prüfte den Titel erneut und die ungeschnittene Fassung bekam das Siegel „Keine Jugendfreigabe“. Hintergrund war die geplante DVD-Veröffentlichung der gesamten Dirty-Harry-Reihe. Im Falle einer weiteren Indizierung hätte das gesamte Produkt nicht beworben werden dürfen.